# Лжедмитрий III
Лжедми́трий III (известен под полуименем Сидо́рка (полная форма Иси́дор), настоящее имя Матю́шка (полная форма Матве́й); ум. 1613) — самозванец и авантюрист, выдававший себя за сына Ивана Грозного царевича Дмитрия Ивановича и, соответственно, за якобы спасшегося в окрестностях Калуги Лжедмитрия II. В российской историографии известен также как «псковский вор».
В отличие от своих предшественников — Лжедмитрия I и Лжедмитрия II, новому самозванцу не удалось получить обширное признание русского населения. Фактическое влияние Лжедмитрия III ограничивалось лишь Псковщиной и Новгородскими окрестностями. Однако 2 марта 1612 года правительство первого ополчения присягнуло Лжедмитрию III.

## Происхождение и обстоятельства появления
В окружных грамотах руководители второго земского ополчения князь Дмитрий Пожарский и Кузьма Минин утверждали, что новым самозванцем был казак Сидорка, который затеял «новую прелесть» якобы вместе с бывшими тушинскими боярами князе Дмитрием Трубецким и Иваном Заруцким. Впоследствии это имя перекочевало в летописи. После поимки самозванца летом 1612 года, сначала псковичи, а затем московские власти и шведы установили, что в действительности под этим именем скрывался сын дьякона одной из московских церквей из-за Яузы по имени Матюшка. Он не захотел идти по стопам отца и, связавшись с казаками, бежал из Москвы в Новгородскую землю.
Смерть Лжедмитрия II оказала огромное влияние на дальнейшие события Смуты. Анархические элементы потеряли свою главную опору; лишившись идеи поддержки «законного царя», они превратились в обыкновенных разбойников. Сын Марины Мнишек, Иван, получивший в Москве прозвище Ворёнок, был слишком мал, чтобы стать вождём движения. В среде казаков и чёрных людей, не преследовавших цели восстановления правопорядка, продолжалось брожение.
И. О. Тюменцев пришёл к заключению, что у истоков самозванческой интриги на Северо-Западе страны, как и на Юго-Западе и Юге стояли местные казаки. На роль «царя Дмитрия» местные казаки, так же как в своё время терские казаки, взяли жившего в Москве человека — сына дьякона церкви из-за Яузы. Лжедмитрий III, также как Лжепётр, Лжедмитрий II и прочие самозванцы являлся типичным «казацким самозванцем» — игрушкой в руках различных социально-политических сил.

## Деятельность на Северо-Западе России в 1611 году
Шведы, готовившие захват Новгорода Великого и внимательно следившие за событиями в городе, выяснили, что в начале будущий самозванец появился среди новгородцев под видом
бродячего торговца ножами, вероятно, под именем казака Сидорки. 23 марта (2 апреля) 1611 года в Новгороде на рынке самозванец попытался объявить своё царское имя, но был опознан и с позором изгнан из города.
Оттуда новый «Дмитрий» с казаками бежал в Ивангород. Крепость находилась в руках бывших тушинцев, и самозванец рассчитывал на их любезный приём. Ивангородцы изнемогали в неравной борьбе: Несколько месяцев крепость осаждали шведы. Затем к городу подошёл Лисовский с отрядом. Самозванец рассказывал горожанам, что он не был убит в Калуге, а «чудесно спасся» от смерти. В честь долгожданного «спасителя» на радостях три дня звонили в колокола и палили из пушек. Со всех сторон, главным образом из Пскова, стекались к самозванцу казаки. Под власть ивангородского «вора» перешли также Ям, Копорье и Гдов.
Добившись признания в Ивангороде, самозванец тотчас завязал тайные переговоры с псковичами. Весть о гибели Лжедмитрия II посеяла тревогу в псковских низах. Но сторонники калужского «царька» воспрянули духом, едва прослышали о появлении «государя» в Ивангороде. Прибыв в Ивангород, казаки уверили Лжедмитрия III в том, что Псков примет его с распростёртыми объятиями.
Тогда же, весной 1611 года, самозванец вступал в переговоры со шведским комендантом Нарвы Филиппом Шедингом. Шведский король Карл IX послал к Лжедмитрию Петра Петрея, хорошо знавшего Лжедмитрия I по переговорам в Москве. Петрей доложил, что это самозванец, после чего король Карл IX приказал прекратить все контакты с ним.
Собрав войско из казаков и стрельцов, самозванец двинулся на Псков. По данным Псковской летописи, 8 июля 1611 года его отряд расположился в окрестностях Пскова, сам он начал переговоры с жителями об условиях признания его государем. Псковичи уже готовы были признать «вора». В стан Лжедмитрия стали перебегать некоторые псковские жители. Узнавшие о самозванце Кузьма Минин и Дмитрий Пожарский в своих грамотах призывали народ не верить «ни Маринке с сыном, ни тому вору, что стоит под Псковом».
К этому времени самозванец со своим воинством совершил уже много грабежей, разоряя окрестности Пскова. Узнав о приближении к Пскову крупного отряда шведов и новгородцев, которых возглавлял шведский генерал Эверт Горн, он прекратил переговоры с псковичами и 23 августа в панике отступил к Гдову, бросив свои пушки, которые псковичи ещё до прихода шведов увезли в город.
Положение Лжедмитрия III постепенно укреплялось, его признали многие северо-западные города, а Псков оказался для шведов неприступной крепостью, все попытки штурмов в сентябре-октябре 1611 года были отбиты. Это побудило Эверта Горна переманить Лжедмитрия на шведскую сторону, предложив ему стать наместником на Псковской земле, но отказаться от притязаний на русский трон в пользу шведского принца. Играя в «законного царя», Лжедмитрий III отверг это предложение и принял бой. Под его предводительством казаки сделали удачную вылазку и прорвались через шведское окружение, пытаясь отступить к Ивангороду. Шведы организовали преследование и настигли «вора». В бою самозванец был ранен, но всё-таки смог с потерями прорваться в Ивангород и отогнать шведов.
Не видя для себя ниоткуда помощи, псковичи, земля которых опустошалась и шведами, и поляками, призвали Лжедмитрия III к себе. 4 декабря 1611 года самозванец въехал в Псков, где был «оглашен» царём. Воеводы князь Иван Хованский и Никита Вельяминов сподобились боярского чина и заняли почётное место подле самозванца. Зимой 1612 года казаки «царька» начали совершать набеги из Пскова и Гдова на Дерпт и в шведскую Ливонию.

## Попытка воцарения в Москве
Обосновавшись в псковском кремле, Лжедмитрий сразу же отправил в подмосковные таборы атамана Герасима Попова с воззванием к тушинским ветеранам. Казаки созвали круг и внимательно выслушали речи государева посланца атамана Попова. Некоторые из участников круга открыто выражали сомнения в чудесном спасении «Дмитрия». Наконец было решено отправить в Псков особую делегацию для опознания «царя». Лжедмитрий III удостоил посланцев ополчения торжественной встречи. Допущенные к руке, старые казаки убедились, что перед ними самозванец, нисколько не похожий на их прежнего «царька». Но вооруженная стража окружала трон толпой. Под нажимом псковичей послы направили ополчению грамоту с подтверждением истинности «Дмитрия». Грамота полномочных послов всей земли вызвала в ополчении бурю. Простой народ и казаки охотно верили тому, чему хотелось верить.
К тому же времени относится известие, что в Астрахани объявился ещё один претендент на имя царя Дмитрия, то есть Лжедмитрий IV, которого царём признало всё Нижнее Поволжье. Таким образом, в России одновременно действовало два «царя Дмитрия» — Лжедмитрий III на северо-западе и Лжедмитрий IV на юге. Однако в начале 1612 года Лжедмитрий IV бесследно исчез.
В январе 1612 год в Псков были отправлены послы К. Д. Бегичев и Н. В. Лопухин, но они вместо разоблачения Лжедмитрия III признали в нём «царя Дмитрия Ивановича». 2 марта 1612 года казачий круг, на котором присутствовало также много чёрных людей — москвичей, провозгласил государем псковского самозванца. Вожди ополчения Заруцкий, Трубецкой и другие, помня о судьбе Ляпунова, подчинились кругу. Они вместе с казаками принесли присягу на имя Лжедмитрия III и вернулись в свою ставку в сопровождении торжественной процессии под грохот артиллерийского салюта. «Псковскому вору» «целовали крест» дворяне, дети боярские, московские жилецкие люди, стрельцы и боярин князь Дмитрий Тимофеевич Трубецкой. В земских отрядах, стоявших поодаль от таборов, присяга не удалась. Воеводы Мирон Вельяминов, Исайя Погожий и Измайлов, занимавшие позиции подле Тверских ворот и Трубы, бежали из ополчения прочь, опасаясь за свою жизнь. Присяга Лжедмитрию III разрушила хрупкое единство первого ополчения. Переворот получил поддержку в южных и северских городах, прежде примыкавших к Калужскому лагерю. Там находилось немало атаманов и казаков, сражавшихся в армии Болотникова. На востоке власть псковского самозванца поспешили признать небольшие города Арзамас и Алатырь. Зато Казань, Нижний Новгород, Владимир, Ярославль и Кострома встретили избрание Лжедмитрия III как незаконный акт, противоречащий воле земли. Борьба между сторонниками и противниками Лжедмитрия III грозила взорвать освободительное движение изнутри.
Присяга открыла Лжедмитрию III путь в Москву. Псковский «вор» готовился прибыть в столицу и предъявить права на Марину Мнишек в качестве её супруга и отца её ребёнка. В Псков было отправлено казачье посольство во главе с Иваном Плещеевым для безопасного проезда «царька» в Москву. При этом Плещеев, лично знавший Лжедмитрия II, вновь публично признал в новом самозванце царя Дмитрия Ивановича.

## Гибель
Однако уже весной 1612 года началось падение Лжедмитрия III. Добравшись до власти, «псковский вор» начал распутную жизнь, совершал насилия над горожанами и обложил население тяжёлыми поборами. В Пскове возник заговор против самозванца. Против него объединились и Дмитрий Пожарский, и шведы. Московские казаки, разочаровавшись в «царе», ушли из Пскова, сами псковичи также были готовы его свергнуть. В мае шведы осадили город Порхов, принадлежащий Пскову. Заговорщики использовали момент, чтобы удалить из Пскова казачьи отряды, преданные «царьку». В конце мая 1612 заговорщики ночью попытались захватить Лжедмитрия III, но ему вместе со ставшим его «боярином» князем И. Ф. Хованским удалось бежать в Гдов. Плещеев-Глазун уговорил Хованского выдать самозванца и отвёз его в таборы ополчения под Москву, где по распоряжению князя Д. Т. Трубецкого он был заключён в тюрьму. Повод для конфликта между Первым и Вторым ополчениями был устранён, что создало условия для объединения их сил.
Вскоре после избрания на царство Михаила Фёдоровича Лжедмитрий III был посажен на цепь для всеобщего обозрения и затем казнён.